# Broughton (Northamptonshire)
Broughton is een civil parish in het bestuurlijke gebied Kettering (borough), in het Engelse graafschap Northamptonshire met 2208 inwoners.